# Herbert Jennings Rose
Herbert Jennings Rose FBA (* 5. Mai 1883 in Orillia, Ontario; † 31. Juli 1961 in St Andrews, Schottland) war ein britischer Klassischer Philologe kanadischer Herkunft.

## Leben
Herbert Jennings Rose, der Sohn eines methodistischen Geistlichen, studierte Klassische Philologie an der McGill University, wo er 1904 den Bachelorgrad erreichte. Anschließend ging er als Rhodes Scholar an die Universität Oxford und vertiefte seine Studien. Hier gewann er 1907 den Chancellor’s Latin Essay Prize (1907), legte eine zweite Bachelorprüfung ab (Balliol College, 1907) und wurde als Fellow am Exeter College angestellt. 1911 kehrte er nach Kanada zurück und lehrte als Associate Professor of Classics an der McGill University.
Nach seiner Teilnahme am Ersten Weltkrieg blieb Rose bis zu seinem Tod in Großbritannien. Er lehrte ab 1919 als Professor of Latin an der Aberystwyth University und ab 1927 als Professor of Greek an der University of St Andrews (1953 emeritiert). 1954 verlieh ihm die Universität die Ehrendoktorwürde.
Herbert J. Rose beschäftigte sich besonders mit der griechischen und lateinischen Literatur der Antike, für die er englischsprachige Handbücher herausgab. Sein größtes Interesse galt jedoch der Mythen- und Sagenforschung. Er sammelte griechische, römische und keltische Sagen, war von 1932 bis 1935 Präsident der Folklore Society und von 1932 bis 1952 Präsident der Scottish Anthropological Society. Sein bekanntestes Werk ist A Handbook of Greek Mythology (erstmals 1928), das mehrfach aufgelegt und in mehrere Sprachen übersetzt wurde. Auf Deutsch erschien es unter dem Titel Griechische Mythologie. Ein Handbuch in der Übersetzung von Anna Elisabeth Berve-Glauning.
Sein internationaler Ruf brachte Rose zahlreiche Ehren ein, darunter die Ernennung zum korrespondierenden Mitglied des Istituto lombardo di scienze e lettere (1932) und der British Academy (1934), zum Gastprofessor an der Harvard University (1935), zum auswärtigen Mitglied der Königlichen Humanistischen Gesellschaft in Lund (1935), zum Sather Professor (1939), zum Honorary Fellow des Exeter College (1944) und zum auswärtigen Mitglied der Königlich-Niederländischen Akademie der Wissenschaften (1951).